# Jean-Baptiste Desanti
Jean-Baptiste Desanti est un prélat français, évêque d'Ajaccio de 1906 à 1916.

## Biographie
Né au sein d'une famille de notables d'Eccica-Suarella, Jean-Baptiste Desanti effectue ses études au collège Fesch d'Ajaccio puis aux grands séminaires d'Aix-en-Provence puis Ajaccio. Ordonné prêtre pour ce dernier diocèse, il enseigne au petit séminaire de sa ville natale puis devient en 1877 vicaire à la cathédrale Notre-Dame-de-l'Assomption d'Ajaccio. Secrétaire puis chancelier de l'évêché en 1883, il est nommé chanoine titulaire de la cathédrale en 1902 dont il est le vicaire capitulaire dès 1903. À la mort de Louis Olivieri, ordinaire des lieux, le 17 mai 1903, il administre le diocèse pendant la période difficile de la séparation, ce jusqu'à la nomination de Marie-Joseph Ollivier le 21 février 1906 à l'évêché d'Ajaccio. Ce dernier décédant promptement le 21 mars 1906, Jean-Baptiste Desanti lui succède le 13 juillet suivant. Sacré à Paris par le cardinal Amette le 12 août 1906, il prend possession de son diocèse en pleine crise des Inventaires. Durant son épiscopat il s'emploie à gérer la crise financière née de la Séparation et à assurer la subsistance matérielle d'un clergé dont les effectifs commencent à souffrir de la crise des vocations. Ralliant l'Union sacrée, il décède au cours du premier conflit mondial le 13 juillet 1916 et est inhumé dans le chœur de sa cathédrale.

## Armes
D'azur à la croix d'argent chargée d'un Sacré-Cœur de gueules, cantonnée au 1er du monogramme marial d'argent couronné d'or, au 2ème d'un agneau pascal d'argent la tête contournée, au 3ème d'un lis d'argent, au 4ème d'une palme d'olivier d'or. 